# Bekemolen (windmolen)
De Bekemolen is een windmolenrestant in Mullem, deelgemeente van de Belgische stad Oudenaarde in de Vlaamse Ardennen. De molen werd gebruikt in combinatie met de nabijgelegen Bekemolen of Thomaesmolen, een watermolen op de Molenbeek. De windmolen is sinds 1960 beschermd als monument. De bakstenen korenwindmolen 'Bekemolen' ligt in het noordoosten van Mullem, nabij het spaarbekken van de Thomaesmolen.

## Geschiedenis
De ronde witgeschilderde stellingmolen werd gebouwd in 1903 door E. Thomaes-Walraet ten oosten van de eeuwenoude Thomaesmolen. De molen werkte tot 1947 en in 1954 werd het binnenwerk gesloopt. In 1965 werd de molen oppervlakkig hersteld en in 2002 werd begonnen met restauratie. De kap en het wiekenkruis werden verwijderd maar restauratie daarvan bleef uit.

## Afbeeldingen

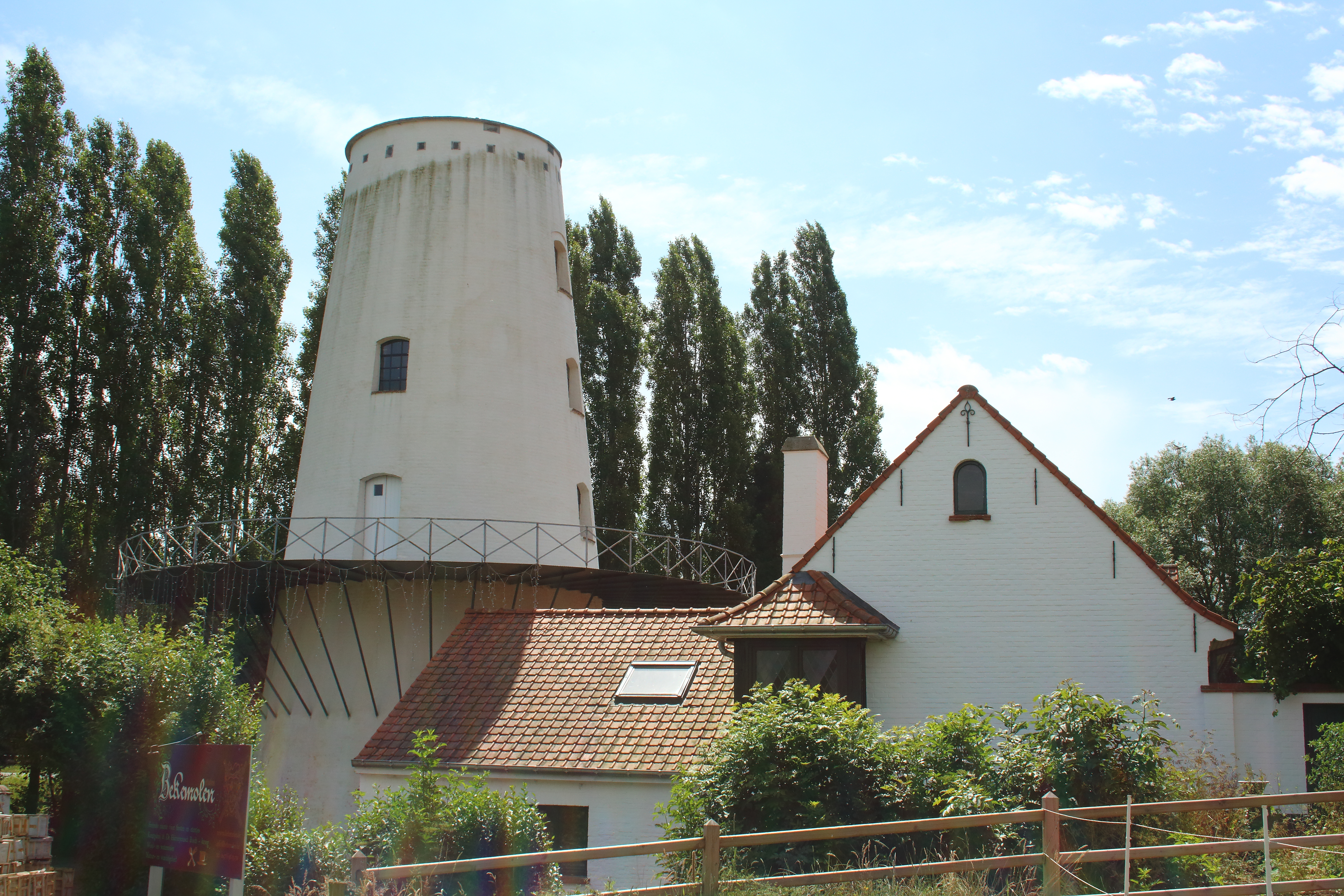

- Inventaris van het Bouwkundig Erfgoed (Vlaanderen): 27731